# Fraternité2020
Fraternité2020 es una iniciativa ciudadana europea. Su meta es promover programas de intercambio en Europa tales como el Servicio Voluntario Europeo (SVE) o el programa ERASMUS, entre otras cosas a través de dedicar más fondos al presupuesto que la Unión Europea da a esos programas.

## Fondo
La movilidad geográfica en la UE se puede considerar baja. El éxito de los programas de intercambio como Erasmus se puede decir que es limitado, con menos del 1% de todos los estudiantes de la UE participando en un intercambio de Erasmus en 2006. Uno de los factores por el que el programa de Erasmus no es mejor recibido por los estudiantes europeos, se ha sugerido que sea una inadecuada ayuda financiera. Otra estadística que ilustra la baja movilidad en la UE es el porcentaje de los ciudadanos europeos que están viviendo en otros países de la UE. Como media, solamente el 2.3% de la población total de la UE27 eran ciudadanos de otro estado miembro en 2008.